# 척화비
척화비(斥和碑)는 조선 고종 때 흥선대원군이 통상 수교 거부 의지를 널리 알리기 위하여 종로 네거리를 위시한 전국 교통 요충지 200여 개소에 세운 비석(碑石)이다. 1871년(고종 8)에 화강석으로, 높이 4자 5치, 너비 1자 5치, 두께 8치 5푼이 되게 만들어 세웠다.

## 연혁
1863년 조선 고종이 왕위에 오르자, 그의 아버지 이하응이 흥선대원군에 봉해지고 정권을 장악하였다. 그가 집권할 당시 국제 정세는 열강의 제국주의 확장으로 인해 굉장히 혼란스러웠다. 게다가 미국, 러시아 등의 제국주의 국가들이 한반도로 접근하고 있었다. 그들은 조선에 몰려와 통상을 요구했으며, 때에 따라 무력 도발 및 시위를 자행하기도 하였다.
이러한 상황 속에서 집권한 흥선대원군은 집권 초기, 러시아를 견제하기 위해 프랑스와의 교섭을 시도하였으나 병인양요(1866년; 고종 3년)의 발생과 오페르트 도굴 사건(1868년) 이후 ‘통상수교거부’로 정책 기조를 급선회했다. 특히 1871년(고종 8년) 신미양요 이후 흥선대원군은 조선왕조 질서 유지를 위하여 외국과 수교와 통상을 금하는 쇄국정책을 세웠고, 이를 국민에게 경고하기 위하여 1871년 음력 4월에 서울 및 전국의 요충지 200여 곳에 척화비를 세웠다.
그 후 1882년(고종 19년 : 임오군란 때) 대원군이 청나라에 납치되자 일본공사의 요구로 대부분 철거되었다. 그 중 서울에 세웠던 것은 1882년 9월 26일(음력 8월 15일)에 종로 보신각(普信閣) 부근에 파묻었다. 이것이 1915년 6월 보신각을 옮겨 세울 때 발견되어 경복궁 근정전 서쪽 화랑에 진열되었다.
이 밖에 전국 각지의 30여개 곳에 남아 있다.

## 내용
척화비에는 주문(主文)으로 다음 문구가 적혀 있다.
洋夷侵犯 非戰則和 主和賣國 (독음:양이침범 비전즉화 주화매국)
그 다음 작은 글자로 비의 옆면에 다음 문구가 적혀 있다.
戒我萬年子孫 丙寅作 辛未立 (독음:계아만년자손 병인작 신미립)
이 뜻은 "서양 오랑캐가 침범하는데 싸우지 않는 것은 곧 화친을 하자는 것이요, 화친을 주장하는 것은 나라를 파는 것이니 이를 만대자손에게 경고하노라. 병인년에 짓고 신미년에 세우다.”이다.

## 척화비 현황
| 이름          | 사진 | 설치(발견)장소                      | 현위치                                           | 규모                           | 문화재                      | 지정일           |
| ------------- | ---- | ----------------------------------- | ------------------------------------------------ | ------------------------------ | --------------------------- | ---------------- |
| 가덕도 척화비 |      | 강서구 성북동 56, 가덕포구          | 부산 강서구 성북동 344 천가초등학교              | 128×145×16                     | 부산광역시 기념물 제35호    | 1993년 2월 1일   |
| 경복궁 척화비 |      | 종로 보신각앞 네거리, 경복궁 근정전 | 국립중앙박물관                                   |                                |                             |                  |
| 경주 척화비   |      | 경주 사정동                         | 국립경주박물관                                   | 높이 1.5m                      |                             |                  |
| 고창 척화비   |      |                                     | 고창군 고창읍성 향청                             |                                |                             |                  |
| 구미 척화비   |      |                                     | 구미시 구포동 산 52-1                            | 175×186(비문만 70) 자연석      | 경상북도 문화재자료 제22호  | 1985년 8월 5일   |
| 군위 척화비   |      |                                     | 군위군 군위읍 동부리 군위군청                    | 115×43×14                      |                             |                  |
| 기장 척화비   |      | 대변항 방파제 안쪽                  | 부산 기장군 기장읍 대변리 444-5 부산용암초등학교 | 144×52.5×21                    | 부산광역시 기념물 제41호    | 1996년 5월 25일  |
| 남해 척화비   |      | 노량 선착장, 설천중학교             | 남해군 설천면 노량리 410-18                      | 220×49×16                      | 경상남도 문화재자료 제266호 | 1997년 12월 31일 |
| 대구 척화비   |      |                                     | 대구시 관덕정 천주교순교기념관                   |                                |                             |                  |
| 밀양 척화비   |      |                                     | 밀양시 밀양박물관                                |                                |                             |                  |
| 봉화 척화비   |      | 봉성면 봉성리, 봉화중고등학교       | 봉화읍 내성리 봉화교육청                         |                                |                             |                  |
| 부산진 척화비 |      | 부산진성, 용두산공원                | 남구 대연동 948-1 부산박물관                     | 143×44.7×23.8                  | 부산광역시 기념물 제18호    | 1972년 6월 26일  |
| 산청 척화비   |      | 환아정 뜰, 산청초등학교             | 산청군 산청읍 산청리 290-1 산청초등학교          | 135×45×25.5                    | 경상남도 유형문화재 제294호 | 1993년 12월 27일 |
| 성주 척화비   |      | 성주초등학교                        | 성주여고 교정                                    |                                |                             |                  |
| 순흥 척화비   |      | 순흥초등학교 교정                   | 영주시 순흥면 읍내리 314-3 순흥면사무소          | 114×46                         | 경상북도 문화재자료 제242호 | 1991년 5월 14일  |
| 신창 척화비   |      | 신창초등학교                        | 아산시 신창면 읍내리 297                         |                                | 충청남도 문화재자료 제236호 | 1984년 5월 17일  |
| 양산 척화비   |      |                                     | 양산시 상북면 소토리 667 소노서원                |                                | 경상남도 유형문화재 제120호 | 1979년 5월 2일   |
| 여산 척화비   |      | 여산초등학교                        | 익산시 여산면 여산리 445-2 여산동헌              | 114×46×9                       | 익산시 향토유적 제7호       | 2002년 5월 30일  |
| 연기 척화비   |      | 연기향교                            | 세종시 연기면 연기리 34                          |                                | 세종시 기념물 제11호        | 2016년 2월 11일  |
| 영양 척화비   |      |                                     | 영양군 서부리 영양군청                           |                                |                             |                  |
| 예천 척화비   |      |                                     | 예산 대흥면사무소                                | 상부파손                       |                             |                  |
| 옥천 척화비   |      |                                     | 옥천군 옥천읍 삼양리 산4-2 삼양사거리 산기슭     | 총탄 흔적                      | 충청북도 기념물 제6호       | 1976년 12월 21일 |
| 용궁 척화비   |      | 용궁중학교, 용궁초등학교            | 예천군 용궁면 읍부리 만파루                      |                                | 경상북도 문화재자료 제598호 | 2012년 10월 4일  |
| 운현궁 척화비 |      |                                     | 운현궁 유물전시관                                |                                |                             |                  |
| 장기 척화비   |      | 장기읍성내                          | 포항시 남구 장기면사무소 정원                    | 120×45×21 사암                 | 경상북도 문화재자료 제224호 | 1990년 8월 7일   |
| 절두산 척화비 |      |                                     | 절두산 순교지                                    |                                |                             |                  |
| 창녕 척화비   |      | 창영읍 교하리                       | 창녕읍 교상리 28-1 만옥정공원                    | 123×46×20                      | 경상남도 문화재자료 제218호 | 1995년 5월 2일   |
| 청도 척화비   |      | 청도 도로변                         | 청도군 화양읍 서상리 15-10 도주관                | 155×45×25                      | 경상북도 문화재자료 제109호 | 1985년 8월 5일   |
| 청송 척화비   |      |                                     | 청송군 청송읍 천주교성당                         | 115×48×16                      |                             |                  |
| 청주 척화비   |      | 석교동 하수구                       | 청주시 상당구 남문로2가 92-13 중앙공원           | 108×47                         | 충청북도 기념물 제23호      | 1978년 10월 27일 |
| 장기 척화비   |      | 포항시 칠포리 암각화군 앞 도로      | 포항시 흥해 민속박물관                           |                                |                             |                  |
| 함양 척화비   |      |                                     | 함양군 함양읍 운림리 349-1 상림공원              | 110×55×19 이수높이 40          | 경상남도 문화재자료 제264호 | 1997년 12월 31일 |
| 함평 척화비   |      | 함평읍 석성리 구주포                | 함평군 함평읍 기각리 906-7 함평공원              | 135×52×20                      | 전라남도 문화재자료 제176호 | 1990년 2월 24일  |
| 홍성 척화비   |      |                                     | 홍성군 구향면 오봉리 산5                         | 125×48×25.5 자연암석 위에 설치 | 충청남도 문화재자료 제163호 | 1984년 5월 17일  |

## 같이 보기
- 경고비
- 쇄국정책